# Cold Lake (Album)
Cold Lake ist das dritte Studioalbum der schweizerischen Metal-Band Celtic Frost. Es erschien 1988 unter dem Label Noise Records und wird dem Genre Heavy Metal und Glam Metal zugerechnet.

## Entstehung
Nachdem die Live-Tour „One in Their Pride“ für Celtic Frost nicht wie erhofft geendet hatte, beschloss Tom Warrior, die Band aufzulösen. Er wollte fortan nur noch als Produzent in Erscheinung treten.  Dies tat er auch sehr bald, in Verbindung mit Oliver Amberg und dessen Frau, die damals ein Album herausbringen wollten, was Tom Warrior produzieren sollte. In vielen Gesprächen kamen Tom Warrior und Oliver Amberg sich immer näher, und letztlich überredete Amberg Warrior, Celtic Frost zu reaktivieren mit ihm als Gitarristen. Die übrigen Bandmitglieder waren auch alsbald gefunden, vor allem sei hier erwähnt, dass hier mit Stephen Priestly derselbe Schlagzeuger spielte, der auch auf Morbid Tales zu hören war.
Obwohl das Projekt von Tom Warrior unterstützt wurde, interessierte er sich wenig dafür und ermöglichte es Amberg, den größten Teil der musikalischen Komposition zu machen.

## Versionen
Neben den Standard-Versionen als LP und CD wurde das Album auch als MC vertrieben.

## Rezeption
Holger Stratmann urteilte für das Musikmagazin Rock Hard: „Zugegeben, schlecht ist’s gewiß nicht, was die neue Celtic Frost-Mannschaft da auf die Beine gestellt hat. Aber ähnlich wie bei Into the Pandemonium darf man gespannt sein, wie die Fans die Scheibe aufnehmen werden […] Mit Sicherheit sind ALLE Songs von Cold Lake härter als das meiste Material des umstrittenen Vorgängers, dennoch haben Celtic Frost an Profil und Originalität verloren […].“
„Celtic Frost rutschten 1988 mit Cold Lake drastisch ab: Die höllisch kraftvollen Schweizer Dämonen von 1985 verwandelten sich in Glam Metal-Imitatoren, von denen man Magenschmerzen bekam. Erstklassige Covergestaltung wurde durch Haarspray und öffentlich präsentiertes Schamhaar ersetzt, während die klassischen literarischen Themen zu banalen Liebesliedern an Marilyn Monroe gerannen.“

## Titelliste
Seite 1
1. Human II (Intro) (Warrior) – 1:06
2. Seduce Me Tonight (Warrior) – 3:18
3. Petty Obsession (Text: Warrior, Musik: Oliver Amberg) – 3:17
4. (Once) They Were Eagles (Text: Warrior, Musik: Amberg, Curt Victor Bryant) – 3:39
5. Cherry Orchards (Warrior/Amberg) – 4:19
6. Juices Like Wine (Warrior/Amberg, Bryant) – 4:17

Seite 2
1. Little Velvet (Warrior) – 3:40
2. Blood on Kisses (Text und Musik: Warrior, Michelle Villanueva) – 3:29
3. Downtown Hanoi (Warrior/Amberg) – 4:15
4. Dance Sleazy (Text: Warrior, Martin Eric Ain, Musik: Amberg, Bryant) – 3:32
5. Roses Without Thorns (Warrior/Bryant) – 3:26

Zusätzliche Titel auf CD:
1. Tease Me (Warrior/Amberg, Warrior) – 2:47
2. Mexican Radio (Neue Aufnahme) (Text und Musik: Marc Moreland, Stan Ridgway) – 3:32